# Крекінг-установка у Бурггаузені
Крекінг-установка у Бурггаузені — підприємство нафтохімічної промисловості на південному сході Німеччини, у прикордонному з Австрією районі земля Баварія.
З 1938-го у Бурггаузені компанія WACKER почала продукувати вінілхлорид (мономер полівінілхлориду), для чого з вугілля отримували карбід кальцію, який потім переробляли на ацетилен. В подальшому на тлі розвитку нафтохімії перейшли до технологій на основі етилену, для чого в 1970-му почали отримувати сировину для виробництва вінілхлориду зі спорудженої в Бурггаузені установки парового крекінгу. її звели на майданчику запущеного двома роками раніше нафтопереробного заводу компанії Marathon (надалі перейшов у власність австрійської OMV).
Первісно потужність установки по етилену складала 125 тисяч тонн на рік, а до кінця 1980-х її довели до 280 тисяч тонн. На той час в Бурггаузені вироблялось 255 тисяч тонн вінілхлориду, крім того, трохи західніше у Гендорфі продукував цей мономер в обсязі 160 тисяч тонн завод компанії  Hoechst (поставки етилену до Гендорфу забезпечуються трубопроводом довжиною 8 км з діаметром 300 мм). Ще 100 тисяч тонн етилену потребувала споруджена у Бурггаузені лінія полімеризації потужністю 100 тисяч тонн (належить компанії Borealis — спільному підприємству OMV та фонду з Об'єднаних Арабських Еміратів Mubadala).
Станом на середину 2000-х піролізна установка могла виробляти вже 340 тисяч тонн етилену на рік, тоді як лінія полімеризації досягла показника у 160 тисяч тонн поліетилену (а у першій половині наступного десятиліття він рахувався вже як 175 тисяч тонн). При цьому виробництво вінілхлориду у Бурггаузені закрили, проте в Гендорфі компанія Vinnolit (якій відійшов вінілхлоридний бізнес WACKER та Hoechst) продовжувала його продукування у збільшеному обсязі 300 тисяч тонн на рік.
З 2015 року вироблений в Бурггаузені етилен законтрактували для іншого гендорфського підприємства – заводу швейцарської компанії Clariant, який випускає оксид етилену та моноетиленгліколь (220 та 140 тисяч тонн на рік відповідно). А після запуску у 2013 році трубопроводу Ethylen-Pipeline Sud (EPS) бурггаузенська піролізна установка у виявилась пов’язаною (через проміжну ланку Мюнксмюнстер – Гендорф) із західноєвропейською мережею етиленопроводів, що обслуговує численні підприємства нафтохімії.
Установка розрахована на використання доволі важкої сировини – переважно газового бензину (84%), а також бутану, пропану (по 6%), етану (2,5%) та газойлю (1,5%). Як наслідок, вона продукує велику кількість пропілену, котра станом на середину 2000-х років споживалась лінією полімеризації потужністю 240 тисяч тонн на рік. В 2007-му об’єми виробництва пропілену та поліпропілену збільшили ще на 330 тисяч тонн, для чого зокрема запустили першу в Європі установку метатези олефінів (подібні виробництва не дуже поширені в світі, та діють, наприклад, у техаському Порт-Артурі та ізраїльській Хайфі). Одночасно збільшили на 110 тисяч тонн можливості з продукування етилену, реакцією якого з бутиленом і отримують пропілен.
У 2018 році власник установки компанія OMV оголосила про наміри збільшити її потужність по етилену з 450 до 600 тисяч тонн.
В 2015-му у Бурггаузені запустили блок екстракції бутадієну потужністю 70 тисяч тонн на рік (цей діолефін є основою для найбільш поширеної групи синтетичних каучуків).